# Metohija
Metohija – wieś w Chorwacji, w żupanii dubrownicko-neretwiańskiej, w gminie Ston. W 2011 roku liczyła 157 mieszkańców.